# The Ice Sheet Ogden
The Ice Sheet Ogden är en ishall i Ogden, Utah, USA. Den är belägen på Weber State Universitys campus och ligger i närheten av Dee Events Center, hallen öppnades 1993 som en träningsarena för curling, konståkning och ishockey. Bygget av arenan kostade 6 miljoner US-dollar. Golvet byggdes om och var färdigt 1999.
Arenan var officiell curlingarena vid OS 2002 i Salt Lake City. Arenan har varit värd för ett flertal internationella tävlingar. 